# Бачі-Юрт
Бачі-Юрт (рос. Бачи-Юрт) — село у Курчалоївському районі Чечні Російської Федерації.
Населення становить 19 350 осіб (2019). Входить до складу муніципального утворення Бачі-Юртовське сільське поселення.

## Історія
Згідно із законом від 20 лютого 2009 року органом місцевого самоврядування є Бачі-Юртовське сільське поселення.

## Населення
| 1979    | 1990    | 2002    | 2010    | 2012    | 2013    | 2014    |
| ------- | ------- | ------- | ------- | ------- | ------- | ------- |
| 6296    | ↗7342   | ↗14 756 | ↗16 485 | ↗16 860 | ↗17 170 | ↗17 548 |
| 2015    | 2016    | 2017    | 2018    | 2019    |         |         |
| ↗17 930 | ↗18 273 | ↗18 642 | ↗19 008 | ↗19 350 |         |         |